# Nour-Nour-Nationalpark
Der Nour-Nour-Nationalpark (englisch Nour Nour National Park) ist ein 25 Quadratkilometer großer Nationalpark in Queensland, Australien, der zum Schutz des dortigen Monsun- und offenen Eukalyptuswaldes eingerichtet wurde.

## Lage
Er liegt in der Region Wide Bay-Burnett im Hinterland der Sunshine Coast etwa 290 km nördlich von Brisbane und 228 km südöstlich von Rockhampton. Die von der nahen Monto Mt Perry Road nach Südwesten in Richtung Eidsvold abzweigende Kerwee Road Richtung führt auf drei Kilometern entlang der nördlichen Parkgrenze. Es gibt keine Besuchereinrichtungen.
In der Nachbarschaft liegen die Nationalparks Bania und Good-Night-Scrub.

## Flora und Fauna
Der Nationalpark schützt bis zu 350 m hoch gelegenen, trockenen Monsunwald und offenen Eukalyptuswald. Hier sind zahlreiche Vögel beheimatet, etwa aus der Familie der Südseegrasmücken, der Tauben, der Papageien der Monarchen und über 13 verschiedene Arten der Honigfresser, darunter der Strichelhonigfresser (Plectorhyncha lanceolata), Büschelohrhonigfresser (Lichenostomus melanops cassidix), Blauohr-Honigfresser (Entomyzon cyanotis) und der Glattstirn-Lederkopf (Philemon citreogularis).